# Kenya Wildlife Service
Le Kenya Wildlife Service (KWS) est l'agence publique kényane chargée de la conservation de la nature. Créée en 1990 par la loi du Parlement no Cap 376 (The Wildlife Conservation and Management Act) puis abrogée et remplacée par le Wildlife Conservation and Management Act (WCMA) en 2013, elle gère tous les parcs et réserves naturels, aussi bien terrestres que maritimes, du Kenya hormis la réserve nationale du Masai Mara qui est gérée par le comté de Narok. Ainsi, le KWS gère environ 8% de la superficie du pays.
En 2014, le KWS déploie des drones dans tous les parcs et réserves naturels du pays pour surveiller la présence indésirable de braconniers. En 2020, le KWS lance un vaste projet de décompte de tous les animaux peuplant les parcs et réserves naturels du pays.
Le KWS assure également l'élimination des parties animales (cornes d'éléphant et de rhinocéros, peaux animales, ...) dont le commerce est illégal.